# Đế quốc thuộc địa
Đế quốc thuộc địa là một tập hợp các quốc gia hoặc một phần lãnh thổ các quốc gia (gọi là thuộc địa) bị xâm chiếm, sở hữu và khai thác bởi một nước đế quốc thực dân. Thông thường, kể từ đầu thời cận đại đến nay là các đế quốc xuất phát từ Châu Âu, điển hình là Anh, Pháp, Tây Ban Nha, Bồ Đào Nha, Hà Lan, Đức, Bỉ.
Đế chế thuộc địa đầu tiên nổi lên với một cuộc chạy đua thăm dò hàng hải giữa các cường quốc hàng hải châu Âu Bồ Đào Nha và Tây Ban Nha trong thế kỷ XV. Lý do thúc đẩy ban đầu của việc mở rộng là truyền giáo và thương mại. Điều này cũng được thúc đẩy bởi Châu Âu cần con đường mới sang phương Đông khi vùng Cận Đông bị Đế quốc Ottoman chiếm lấy. Về sau, được thúc đẩy bởi những ý tưởng mới về chủ nghĩa tư bản phát triển từ thời kỳ Phục hưng châu Âu.

## Danh sách các đế quốc thuộc địa
- Đế quốc Anh
  -  Lãnh thổ ủy nhiệm của Úc
  -  Lãnh thổ ủy nhiệm của New Zealand
  -  Lãnh thổ ủy nhiệm của Nam Phi
  -  Sudan thuộc Anh-Ai Cập
- Đế quốc Áo
- Đế quốc Áo - Hung
- Đế quốc thuộc địa Bỉ
- Đế quốc Bồ Đào Nha
- Công quốc Courland và Semigallia
- Đế quốc Đan Mạch
- Đế quốc thuộc địa Đức
- Đế quốc Hà Lan
- Đế quốc Xô viết
- Đế quốc Na Uy
- Đế quốc Nga
- Đế quốc Nhật Bản
- Đế quốc Ottoman
- Đế quốc thuộc địa Pháp
- Đế quốc Tây Ban Nha
- Đế quốc Thụy Điển
- Đế quốc Ý

Cuộc tranh luận về các đế quốc khác:
- Chủ nghĩa bành trướng Chile
- Xâm lược của Vương quốc Morocco
- Muscat và Oman
- Chủ nghĩa đế quốc Trung Hoa
- Mở rộng lãnh thổ của Thái Lan

## Bản đồ

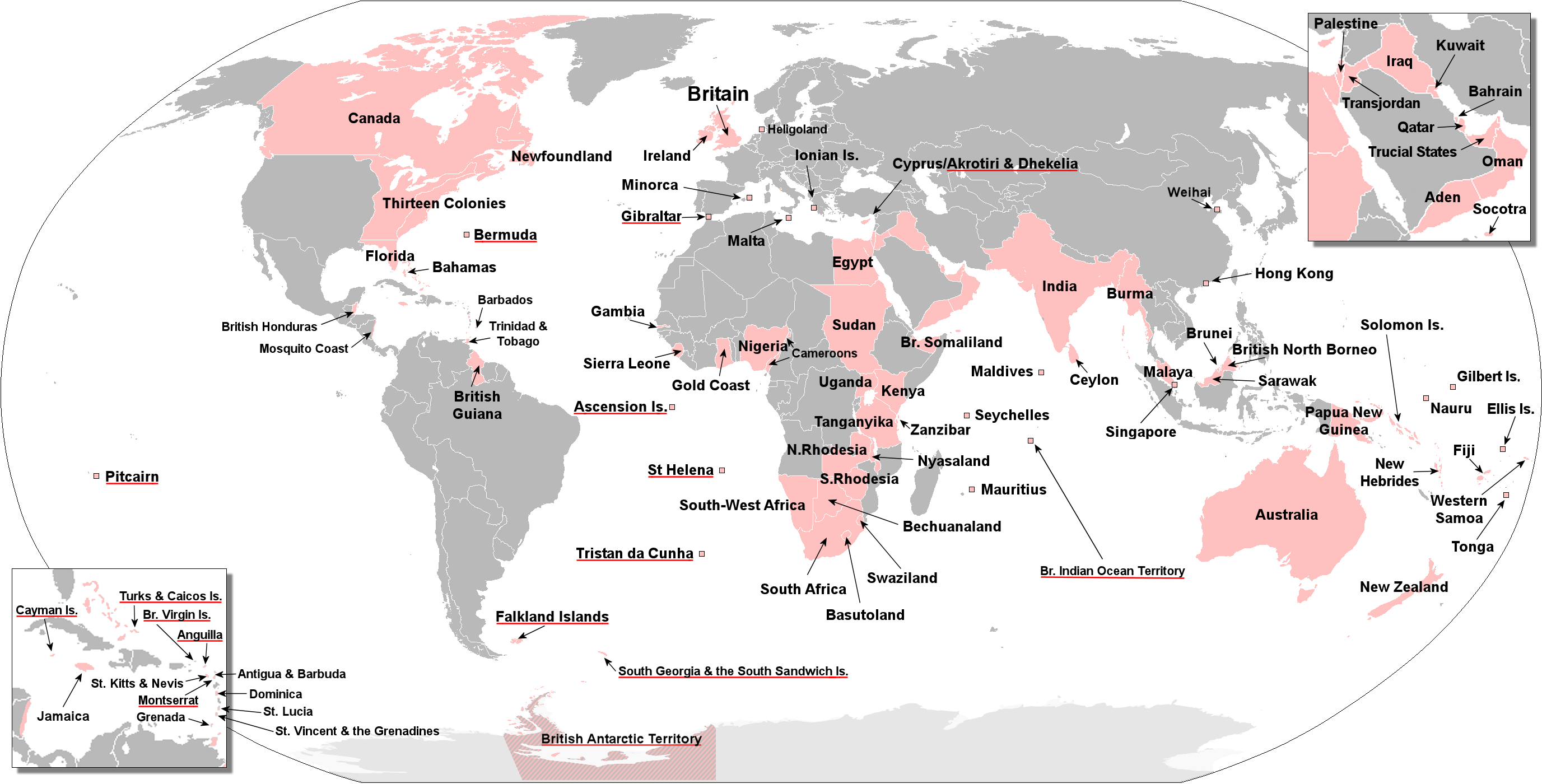
Đế quốc Anh
Đế quốc thuộc địa Bỉ
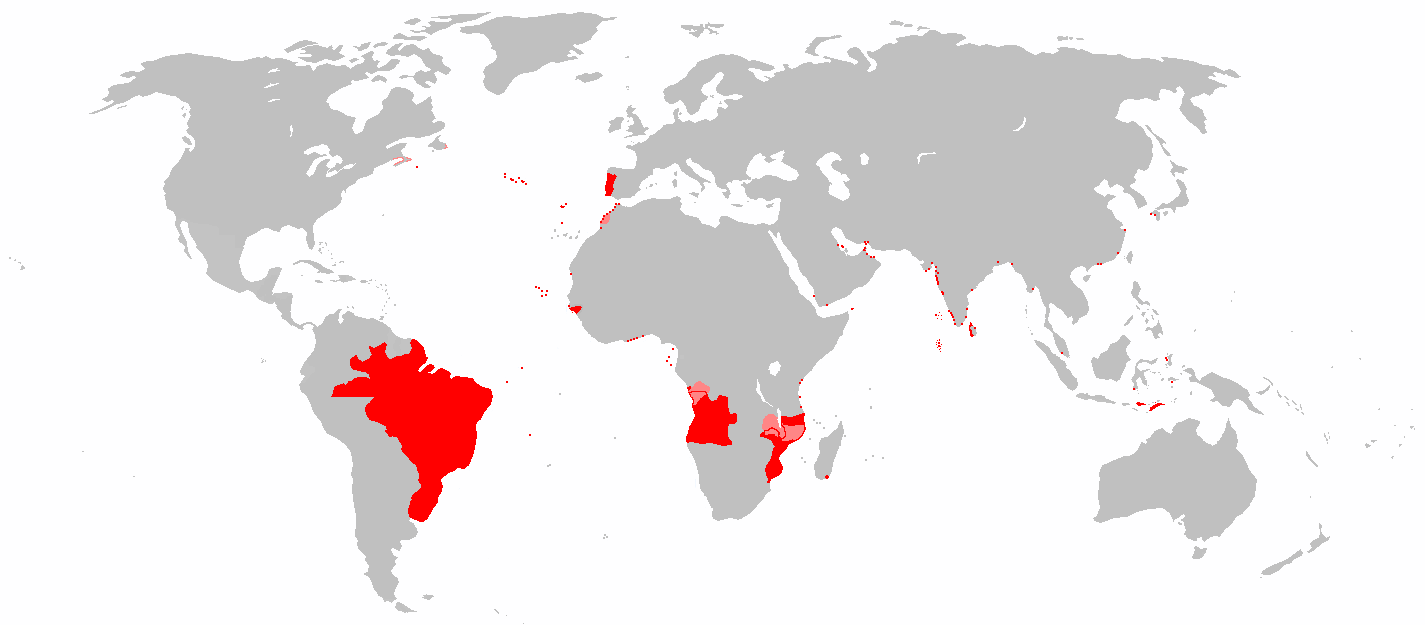
Đế quốc Bồ Đào Nha
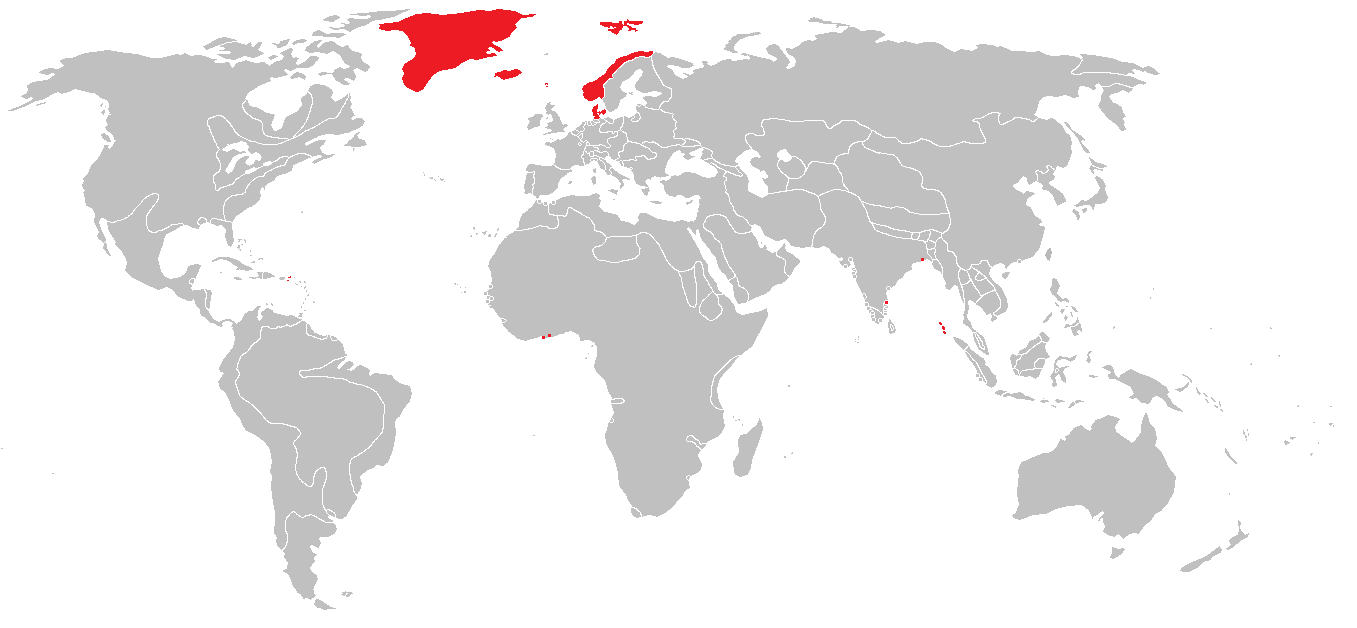
Đế quốc Đan Mạch
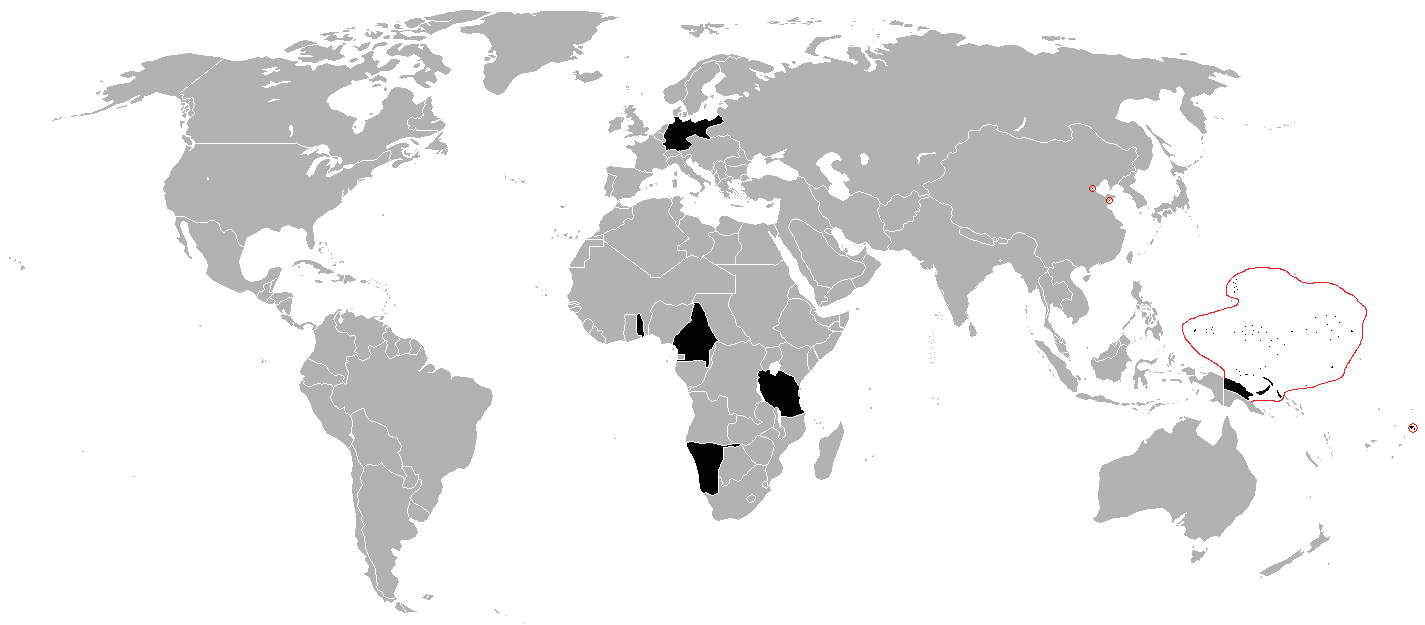
Đế quốc thuộc địa Đức
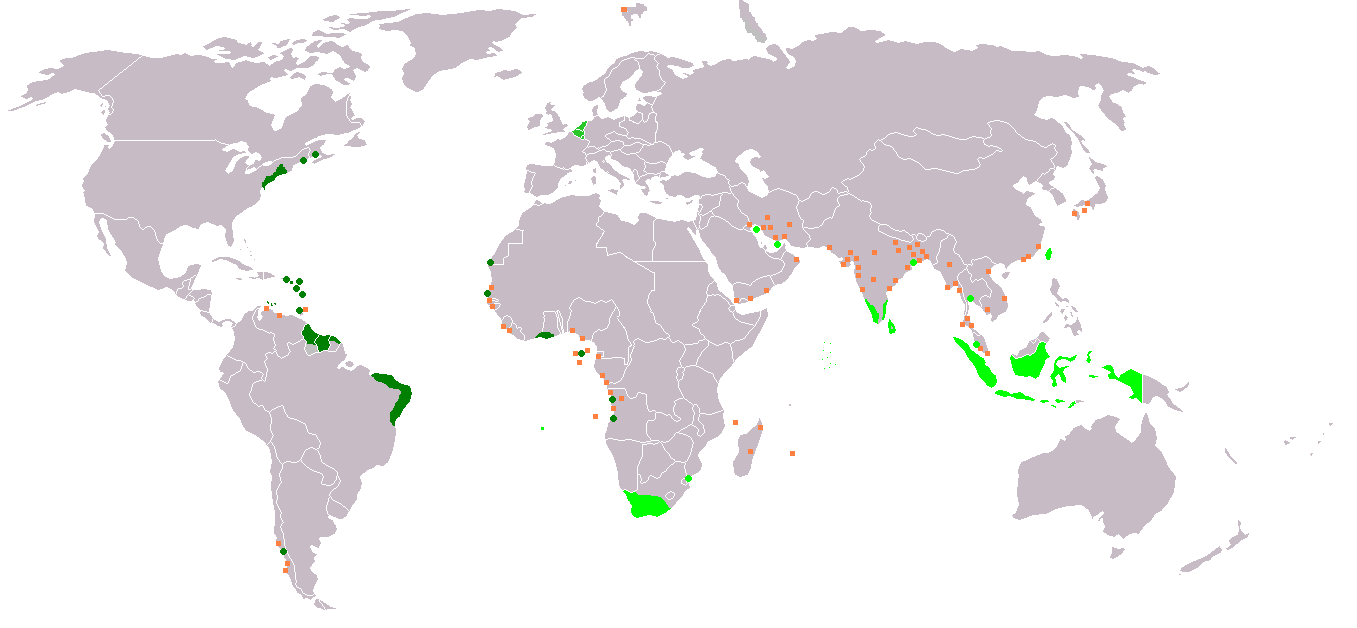
Đế quốc Hà Lan
Đế quốc Nga
Đế quốc Nhật Bản
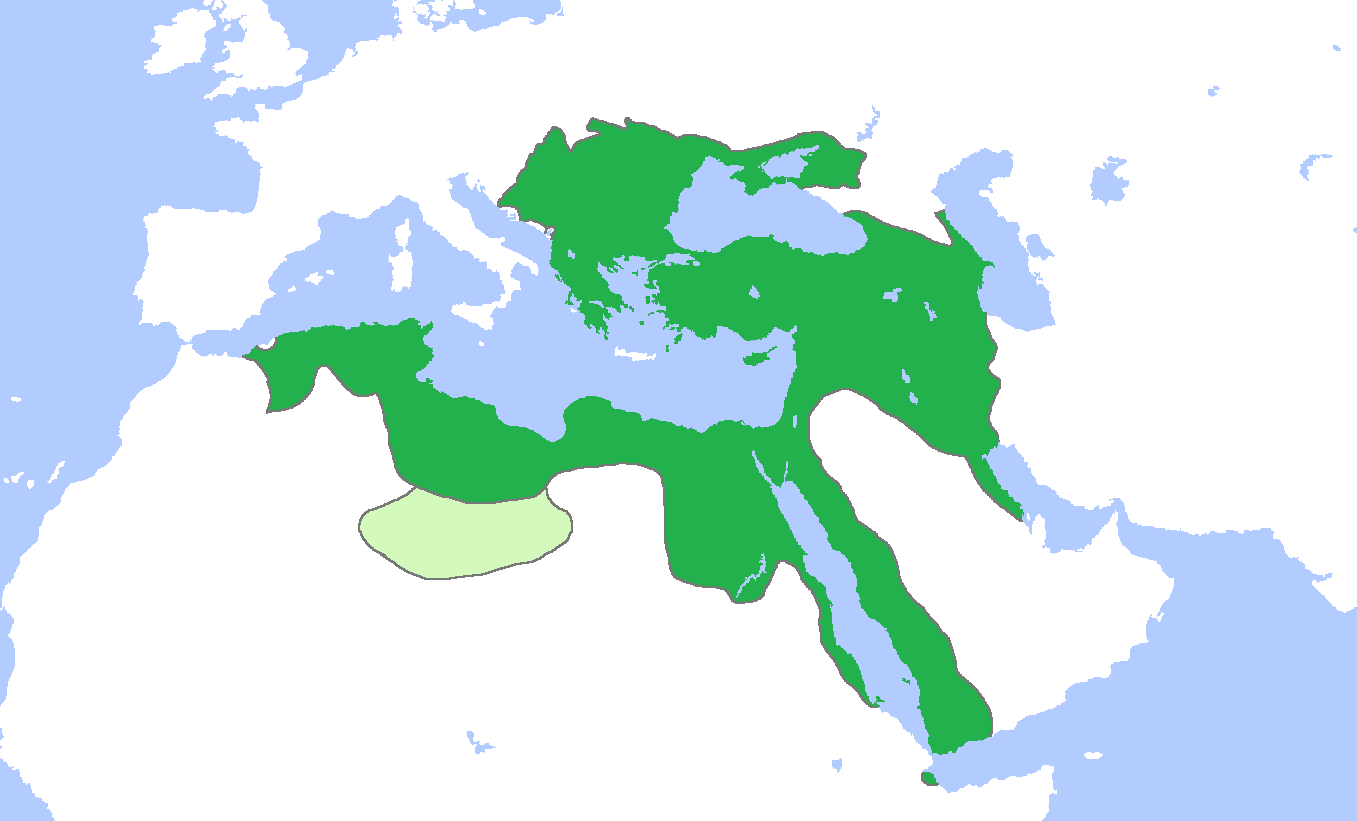
Đế quốc Ottoman
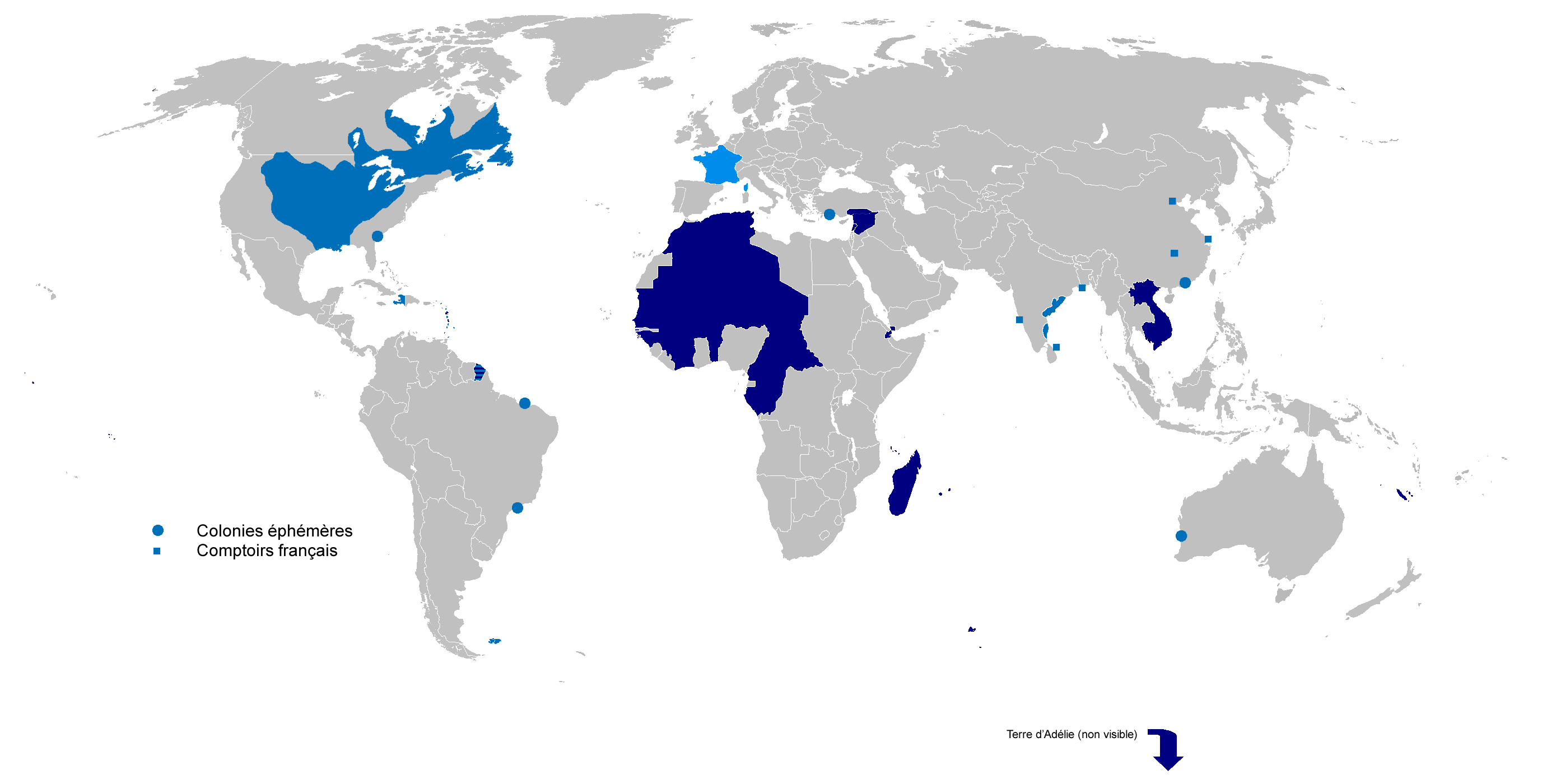
Đế quốc thuộc địa Pháp
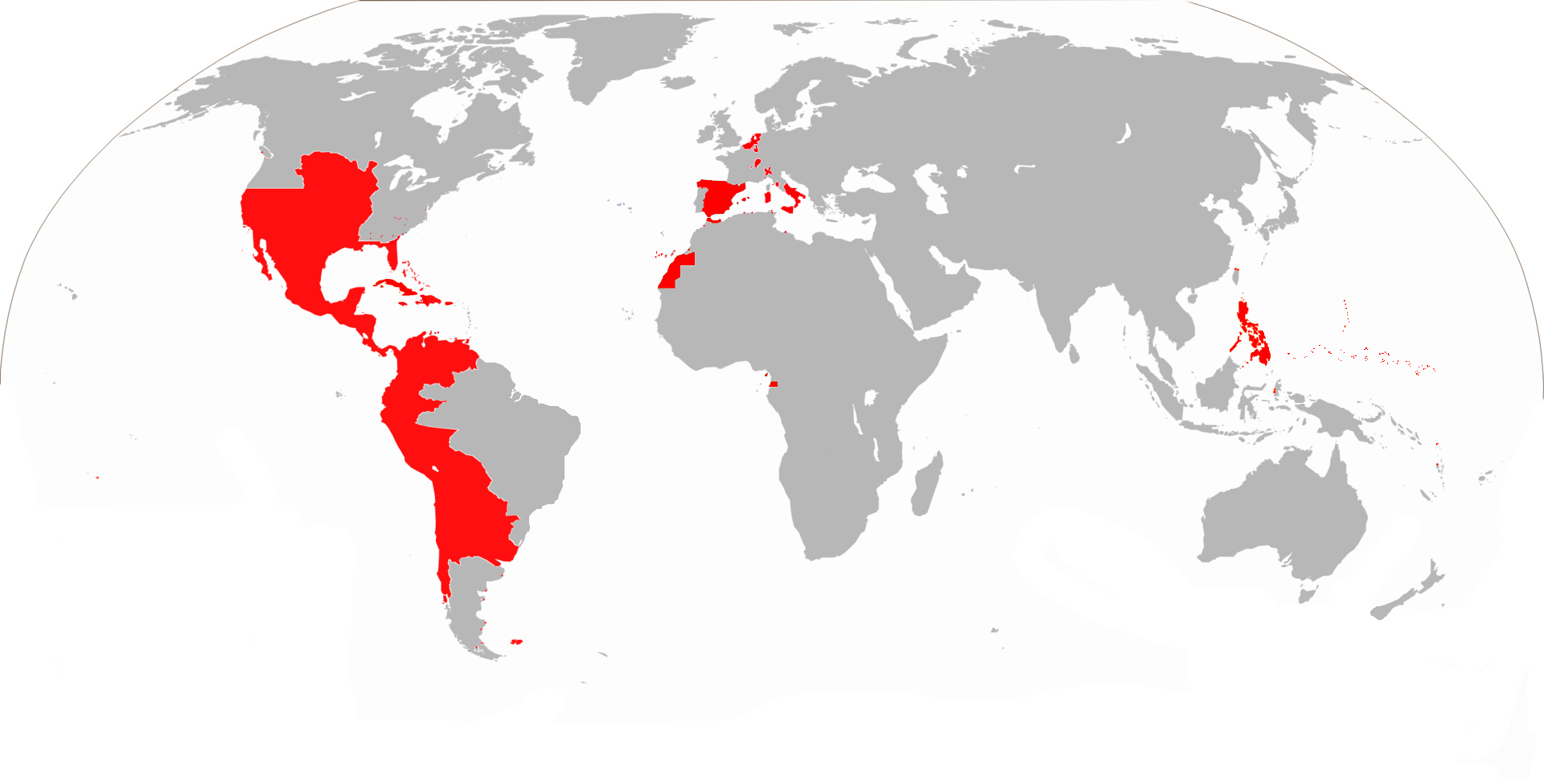
Đế quốc Tây Ban Nha
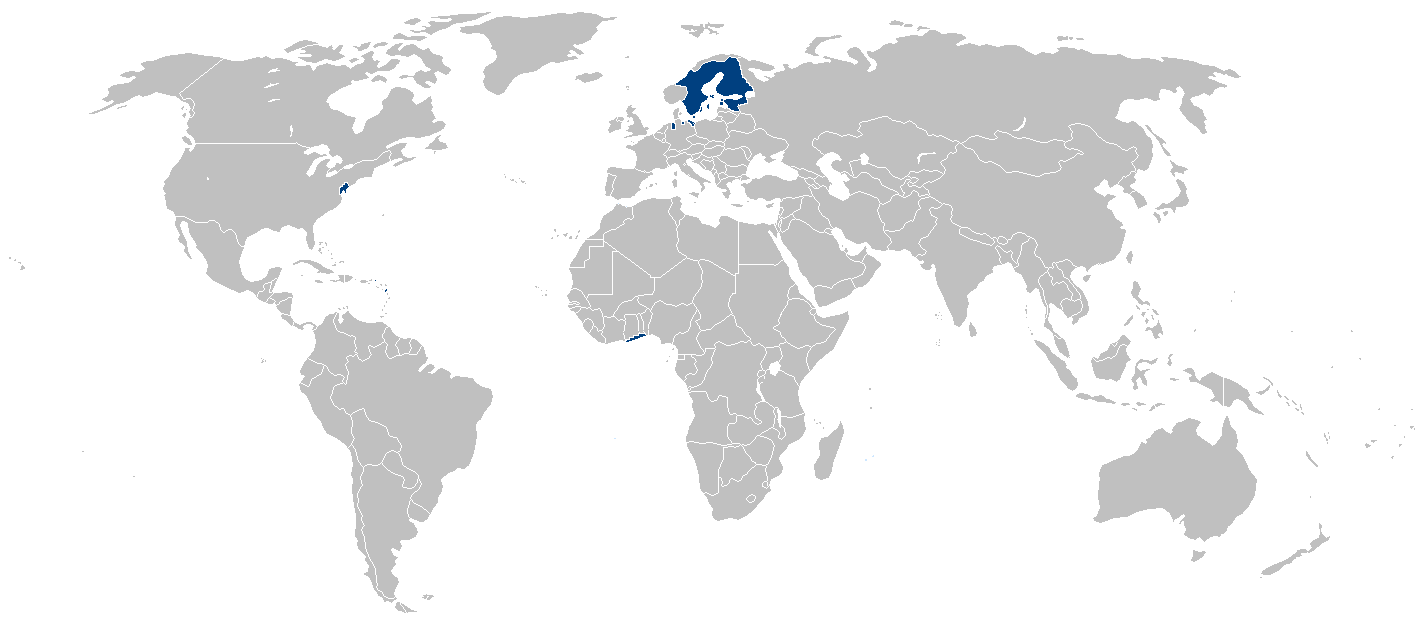
Đế quốc Thụy Điển
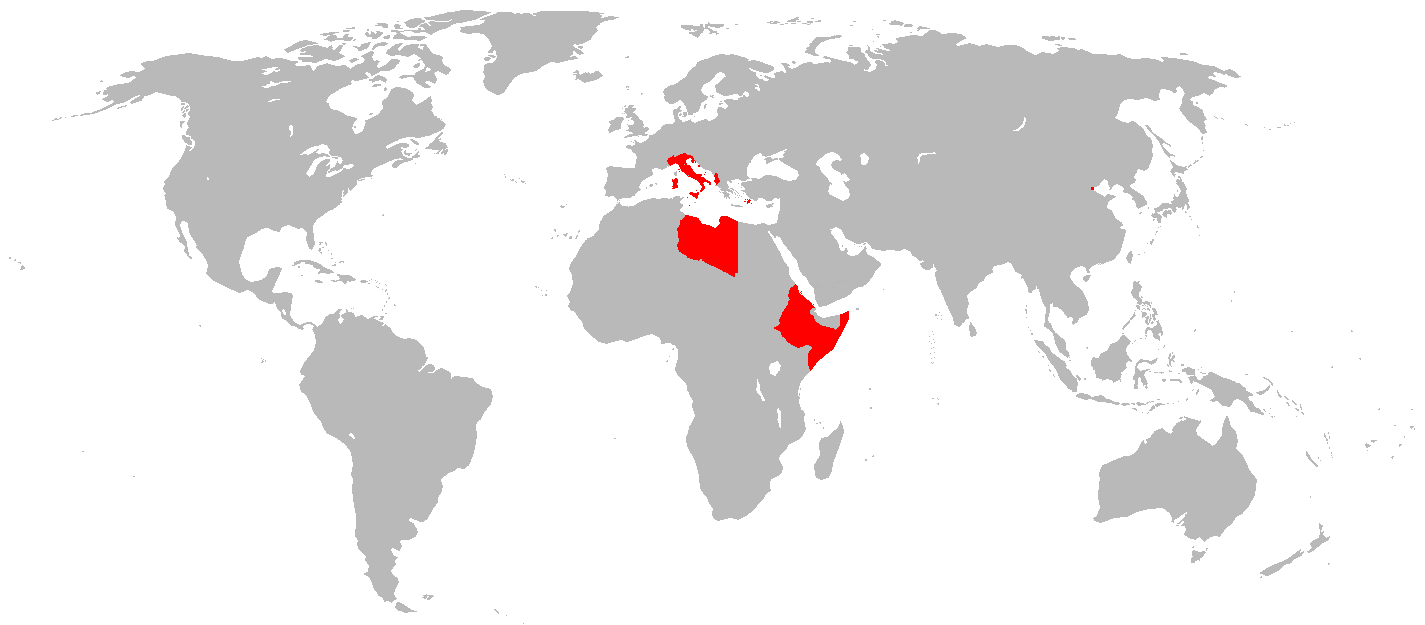
Đế quốc Ý
Đế quốc Mỹ
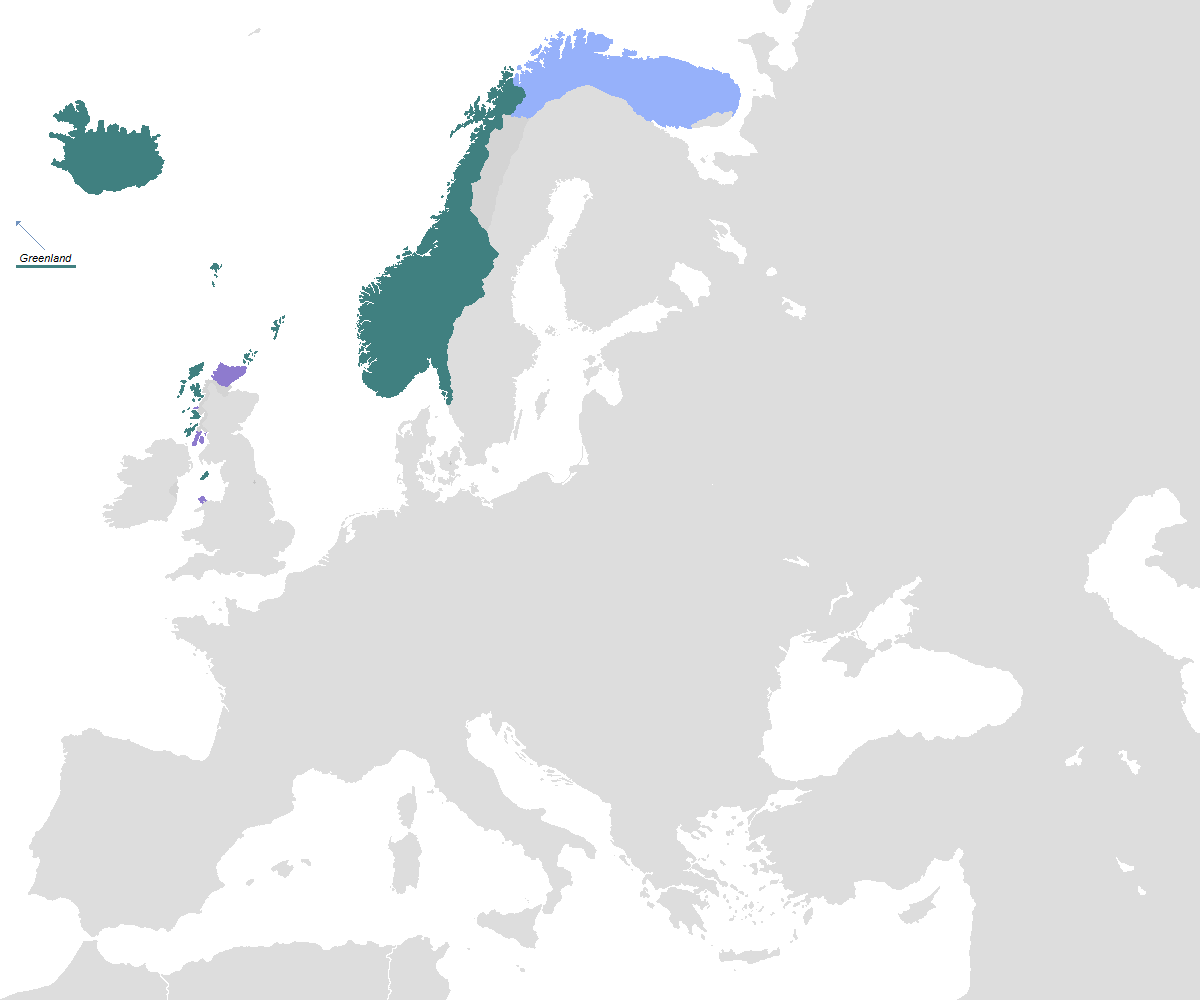
Đế quốc Na Uy
Đế quốc Áo-Hung